# Río Arija
El río Arija es un curso de agua del noreste de la península ibérica, afluente del río Llobregat. Discurre por las provincias españolas de Barcelona y Gerona.

## Curso
Discurre por la provincia de Barcelona. Parte de su curso hace de límite entre el municipio gerundense de Gombreny, perteneciente a la comarca del Ripollés, y la comarca del Bergadá. El río termina desembocando en la margen izquierda del Llobregat, a la altura de la localidad de La Pobla de Lillet. Aparece descrito en el segundo volumen del Diccionario geográfico-estadístico-histórico de España y sus posesiones de Ultramar de Pascual Madoz con las siguientes palabras:

ARIJA: riera en la prov. de Barcelona, part. jud. de Granollers; tiene su origen en el térm. de Pobla de Lillet, de varias fuentes que brotan en el mismo; reúnensele en las inmediaciones de su nacimiento los torrentes Arderín y Sois; y desagua en el Llobregat por su orilla izq., junto á la espresada v. de Pobla, al E. de la misma.
(Madoz, 1845, p. 558)

La cabecera del Arija, en concreto un tramo de 3,645 km, está protegida como reserva natural fluvial. Las aguas del río, perteneciente a la cuenca hidrográfica del Llobregat, acaban vertidas en el mar Mediterráneo.